# Kerkstraat 10-12 (Soest)
De boerderij Kerkstraat 10-12 is een gemeentelijk monument in de Kerkebuurt van Soest in de provincie Utrecht.
De langhuisboerderij staat op de hoek met de Neerweg en is gebouwd rond 1725. Er zijn sindsdien een aantal flinke verbouwingen geweest.
In 1913 werd de boerderij van boer C. van Logtenstein met drie meter verlengd. In 1929 werd het verbouwd tot woonhuis, waarbij de zijgevels werden vernieuwd. Ook kwam er een grote steekkap aan de rechterzijde. Na een verbouwing tot restaurant in 1970 kreeg het pand in 1997 weer de functie van woonboerderij.
Het met riet gedekte dak heeft boven de voorgevel een oversteek. Het wit gepleisterde gebouw heeft groene luiken. Links in de symmetrische niet bepleisterde voorgevel is de opkamer met roeden en luiken. Daaronder is het kelderraampje zichtbaar.
Het vroegere bakhuis/zomerhuis is rond 1875 gebouwd. De nok hiervan loopt evenwijdig met de nok van de boerderij.